# Otto Jindra
Otto Henrik Jindra (Chlumetz, 1886. március 18. – Prága, 1932. május 2.) az Osztrák–Magyar Monarchia 9 légi győzelmet arató ászpilótája volt az első világháborúban.

## Élete
Otto Jindra 1896. március 18-án született a csehországi Chlumetzben. Miután elvégezte a gimnáziumot, a hadapródiskolában tüzérnek tanult. 1905-ben kezdte meg szolgálatát a 14. hegyitüzérezred hadnagyaként. Több sportnak hódolt, jól lovagolt, vívott és sízett; ezenkívül biciklizett, autót, sőt mozdonyt vezetett. 1912 novemberében főhadnaggyá léptették elő. A világháború kitörésekor az orosz frontra került. Előbb ütegparancsnok, majd ezredadjutáns lett, de már 1914. szeptemberében kérelmezte áthelyezését a léghajós osztályba. Az 1. repülőszázadban elsősorban felderítő és tüzérségi tűzvezető feladatokat teljesített. November 14-én is felderítést végzett, amikor túl alacsonyan repült és kétüléses Albatros B.I-ét súlyosan megrongálta egy orosz lovasegység puskatüze. A kényszerleszállás után megsemmisítette a gépet és átkelve a frontvonalon pilótájával együtt visszatért saját csapataihoz. 
1915. január 21-én lelőtték a századparancsnok, Josef Smetana repülőgépét, ő pedig fogságba esett; helyére Jindrát nevezték ki az egység élére. 1915. június 13-án Albatros B.I felderítőgépére két orosz Morane-Saulnier egyfedelű támadt. Jindra pisztolyával, Max Libano pilóta pedig karabélyával lőtte az ellenséges repülőket, míg mindkettő kényszerleszállást nem volt kénytelen végrehajtani, az egyik Monasztiriszka, a másik Dubovice mellett. Augusztus 27-én Csortkivnél ismét két Morane-Saulnier kezdeményezett légiharcot Jindra és Johann Mattl pilóta ellen. Egyiküket földre kényszerítették, a másik elmenekült. Néhány nap múlva, szeptember 1-én Jindrát előléptették századossá. 1915 őszén nem hivatalosan megtanult repülőgépet vezetni és december 11-re összegyűjtötte a tábori pilóta státuszhoz szükséges 12 ellenséges terület fölötti bevetést. 
1916. január 5-én Ridkivcsinél egy légiharc során gépe benzintankja kilyukadt és kénytelen volt kényszerleszállást végrehajtani. Március 29-én Albatros B.I-ében Szokal mellett sikerült lelőnie egy újabb Morane-Saulniert. Április 9-én megszerezte ötödik légi győzelmét, egy ismeretlen típusú, kétfedelű, orosz repülőt kényszerített földre.    
1916. április 12-én II. Miklós cár Hotinban meglátogatta a fronton harcoló katonáit. Jindra és egyik pilótája, Godwin Brumowski huszárcsínyt hajtott végre: egy kétüléses Albatros B.I-essel a díszszemle fölé repültek és ledobtak hét kis bombát. Hamarosan négy repülőgép támadt rájuk, de közülük sikerült kettőt lelőniük. Szeptember 26-án Hansa-Brandenburg C.I-es felderítőjére két Nieuport támadt, és egyiküket kilőtte. Kilencedik és utolsó győzelmét 1916. december 18-án érte el egy megfigyelőballon kilövésével. 
Jindra továbbra is rendszeresen indult bevetésekre, de újabb ellenséges repülőgépeket nem sikerült lelőnie. 1917. szeptember 3-án Câmpulung Moldovenescnél a légvédelem súlyosan megrongálta Hansa-Brandenburg C.I-ét és kényszerleszállást hajtott végre. Miután 1917 végén a hatalomra jutott bolsevikok megkezdték a tűzszüneti tárgyalásokat, a keleti fronton abbamaradtak a harcok. Jindra 1918 januárjától a 11. repülőpótszázad, áprilistól pedig az öt századból (Flik 101G-106G) egyesített bombázóosztály parancsnoka lett. Május 5-én egy éjszakai repülés során balesetet szenvedett és olyan súlyosan megsérült, hogy egészen a háború végéig lábadozott; előbb kórházban, majd prágai otthonában. 
A háború után segített a létrejövő csehszlovák állam légierejének megszervezésében. A balesete okozta maradandó egészségkárosodása miatt 1921-ben leszerelték. Ezután a polgári repülésben tevékenykedett, légitársaságot alapított, tagja volt a repülőkluboknak, versenyeket és bemutatókat szervezett. 
Otto Jindra 1932. május 2-án halt meg, mindössze 46 éves korában.      

## Kitüntetései
- Vaskoronarend III. osztály a hadidíszítménnyel és kardokkal
- Katonai Érdemkereszt III. osztály hadidíszítménnyel és kardokkal (kétszer)
- Ezüst Katonai Érdemérem hadiszalagon, kardokkal (kétszer)
- Bronz Katonai Érdemérem hadiszalagon, kardokkal
- Károly Csapatkereszt
- Katonai Jubileumi Kereszt
- Vaskereszt

## Győzelmei
| Sorszám | Idő                  | Egység          | Repülőgépe            |
| ------- | -------------------- | --------------- | --------------------- |
| 1       | 1915. június 13.     | 1. repülőszázad | Albatros B.I          |
| 2       | 1915. június 13.     | 1. repülőszázad | Albatros B.I          |
| 3       | 1915. augusztus 27.  | 1. repülőszázad | Albatros B.I          |
| 4       | 1916. március 29.    | 1. repülőszázad | Albatros B.I          |
| 5       | 1916. április 9.     | 1. repülőszázad | Albatros B.I          |
| 6       | 1916. április 12.    | 1. repülőszázad | Albatros B.I          |
| 7       | 1916. április 12.    | 1. repülőszázad | Albatros B.I          |
| 8       | 1916. szeptember 26. | 1. repülőszázad | Hansa-Brandenburg C.I |
| 9       | 1916. december 18.   | 1. repülőszázad | Hansa-Brandenburg C.I |